# Academia de la Inmaculada Concepción
La Academia de la Inmaculada Concepción es una escuela preparatoria fundada en Mayagüez, Puerto Rico en 1905.

## Historia
El 8 de septiembre de 1905 seis Hijas de la Caridad de San Vicente de Paúl pertenecientes a la Provincia de Baltimore, por una invitación de los Padres Redentoristas, inauguraron la primera escuela parroquial de la Isla. Esta fue situada en Mayagüez, Puerto Rico y se llamó inicialmente San Vicente de Paúl y La Candelaria antes de tener su nombre actual, Academia de la Inmaculada Concepción.
En ese año la matrícula fue de 360 estudiantes, aumentando cada año considerablemente, por lo que hubo que obtener otros edificios de mayor espacio que el original al lado del antiguo Casino de Mayagüez, en aquel tiempo en la calle Méndez Vigo. En 1906 Sister Mary Padden ya había organizado en la Academia el precursor de los comedores escolares en Puerto Rico. Solamente se enseñaban grados primarios.
En 1908 se inauguró un curso Comercial de dos años y la Academia continuó en desarrollo hasta 1918, cuando el edificio fue completamente destruido por un terremoto. En septiembre de 1921 fue nuevamente abierta en una estructura temporera de madera.
En 1922 se comenzó un curso completo de escuela superior de cuatro años. En el 1926 la Academia obtuvo la acreditación por la Comisión de Educación de Puerto Rico. En 1957 se inauguró el nuevo edificio de la calle De Diego. Durante la década de los sesenta la Academia de la Inmaculada Concepción tuvo una matrícula de 1,300 estudiantes, 400 de ellos a nivel superior, y con una facultad que estaba compuesta por 14 hermanas (Sisters), 32 maestros, un principal y un director escolar. En 1966 se adoptó oficialmente el Caballero (Knight) como emblema, y los colores azul y blanco representativos de la Academia. En 1968 el Director-Párroco comenzó la construcción del nuevo edificio, e inmediatamente Sister Zoe, la Principal, trabajó con empeño por la Acreditación de MSA para la A.I.C. En marzo de 1969 el Comité Visitante de la Asociación de Middle States vino a la Academia y finalmente ésta fue acreditada. La primera clase graduanda en este edificio fue la class Cowboys en 1969. A principios de los setenta se construyó el gimnasio de Educación Física.

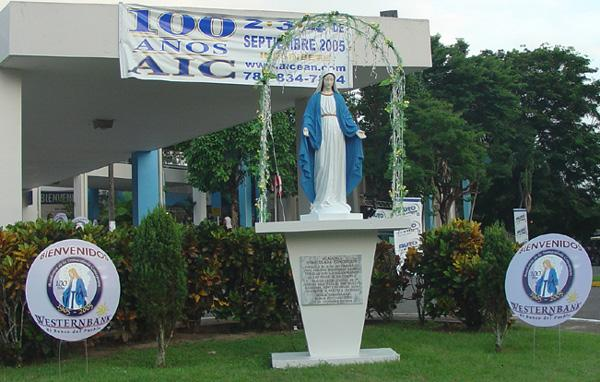

En 1975 fue la partida de las Sisters a los Estados Unidos después de 70 años trabajando para la A.I.C. Esto fue causa de una gran pena en la Academia y para toda la comunidad. La escuela superior celebró sus 50 años de servicio, a la vez que el 75 aniversario de los Padres Redentoristas.
En 1986 el Director-Párroco Andrés Spacht, C.Ss.R., comenzó la construcción del edificio anexo que ubicaría los grados séptimo y octavo. En 1987 también él inició las mejoras en las facilidades físicas para deportes.
En enero de 1994 el Director Rvdo. Dr. Antonio Hernández, C.Ss.R., comenzó la construcción de la nueva escuela elemental, y la misma se inauguró en septiembre de 1995, bajo su incumbencia.
Hoy día, el nivel secundario cuenta con alrededor de 400 estudiantes de 7.º a 12.º grado y una facultad que consiste de 20 maestros, un Principal, una Registradora, una Consejera Académica, un Encargado del Centro de Servicios Educativos, Clubes y el Consejo de Estudiantes. La Academia se ha destacado por su participación en actividades a nivel internacional al promover liderato, carácter, servicio y excelencia académica.  
Por la Academia han pasado varias generaciones de jóvenes que no solo se han desarrollado académicamente, sino espiritual y moralmente. Recientemente, en septiembre de 2005, la institución académica celebró su primer centenario. Por más de cien años los exalumnos han realizado una contribución significativa a nuestra Isla, y fuera de ella.

## Misión y Visión
La comunidad educativa de la Academia de la Inmaculada Concepción tiene como meta fundamental la evangelización, catequesis y educación integral de la juventud guiados por la convicción de fe de que verdaderamente somos hijos de Dios. Todos somos verdaderamente hijos de Dios (1 Juan 3, 2). Nuestra comunidad educativa aspira a vivir y actuar de acuerdo a esta convicción de fe.

## Acreditación
La Academia de la Inmaculada Concepción está acreditada como institución educativa por la agencia acreditadora internacional AdvanED. También está acreditada por el Estado desde 1926.
La institución tiene derecho a una Licencia de Autorización Renovada (renovación automática.  Esta licencia, de autorización renovada, es otorgada por la Oficina de Licencias del Consejo General de Educación.  La Academia está afiliada a la Superintendencia de Escuelas Católicas de la Diócesis de Mayagüez y a la “Association for Supervision and Curriculum Development”.

## Alumnos destacados
- Dr. Norman Ramírez Lluch, ortopeda pediátrico reconocido por su extraordinaria trayectoria en el campo de la medicina, su destacada ejecutoria y su compromiso con la salud y el bienestar de sus pacientes.
- Antonio Fas Alzamora- expresidente del Senado de Puerto Rico
- Zoe Laboy - Exsecretaria de Corrección del Gobierno de Puerto Rico
- Álvaro Cifuentes - exsecretario de la Gobernación de Puerto Rico
- Gabriel Alcaraz-  Ex Secretario de Trasportación y Obras Públicas de Puerto Rico
- Padre Milton Rivera Vigo, director espiritual para los Medios de Comunicación Social de la Arquidiócesis de San Juan
- Padre Henry L. Beauchamp, C.Ss.R. Sacerdote misionero y moralista
- Padre José Mariano Romaguera - Sacerdote misionero, Villa Regia
- Carlos "Charlie" Hernández- Representante del Precinto de Mayagüez en la Cámara de Representantes de Puerto Rico
- Rafael José- Animador de la cadena Univisión, cantante.
- Lucy Boscana - Primerísima actriz puertorriqueña.
- Madeline Willemsen Bravo - Primerísima actriz y comediante puertorriqueña
- José Juan Barea- Jugador de baloncesto del Equipo Nacional de Puerto Rico y de los Dallas Mavericks en la NBA
- Jaime Frontera -  exjugador de baloncesto que compitió en los Juegos Olímpicos de verano de 1964 y en los Juegos Olímpicos de Verano 1968. Fue uno de los  encendedores antorcha de los Centroamericanos y del Caribe 2010.
- Manuel Díaz Pérez Primer jugador puertorriqueño que firma con el Programa Internacional GPS España.
- Manolo García Oronoz - Coordinador de Operaciones del Atlanta United - campeón de la MLS (Major League Soccer)
- Christopher Martínez Rivera en su primer año de estudios en el RUM obtuvo 3 medallas de oro de la Liga Atlética Interuniversitaria, siendo el capitán del equipo colegial de soccer, fue distinguido con el MVP de la liga, manteniendo un promedio académico de 4.0 en el RUM y f.ue galardonado con la Beca de Asociación Claustrales Jubilados RUM
- José Enrique Arrarás Mir - abogado, político y deportista puertorriqueño.  Primer Rector del Recinto Universitario de Mayagüez.
- José Luis Martínez Picó - Quinto Rector del Recinto Universitario de Mayagüez
- Agnes Mojica Comas - Rectora Universidad Interamericana de Puerto Rico, Recinto de San Germán
- Wima Santiago - Rectora Interina del Recinto Universitario de Mayaüez